# Obóz dla internowanych w Jabłonnie
Obóz dla internowanych w Jabłonnie – obóz, w którym podczas wojny polsko-bolszewickiej osadzono ok. 17 tysięcy Żydów: ochotników i poborowych oraz wycofanych z frontu żołnierzy i oficerów Wojska Polskiego. Oddalenie się z obozu bez zezwolenia uważane było za dezercję.

## Historia
Obóz w Jabłonnie utworzono poufnym rozkazem ministra spraw wojskowych Kazimierza Sosnkowskiego 16 sierpnia 1920. Został zlikwidowany po 25 dniach, 9 września 1920 po interwencjach wicepremiera Ignacego Daszyńskiego. Decyzja o utworzeniu obozu wywołała protesty zarówno w kraju, jak i za granicą.
Po likwidacji obozu rząd tłumaczył jego utworzenie koniecznością skoszarowania nadwyżki wojska, później niechęcią kierowania na front ludzi bez pełnego przeszkolenia. W rzeczywistości motywem utworzenia obozu była nieufność do Żydów. W czasie, gdy ministrem spraw wojskowych był generał Sosnkowski, zaczęto zwalniać z wojska oficerów, którzy deklarowali narodowość żydowską. Także rozkaz o utworzeniu obozu w Jabłonnie dotyczył „zwłaszcza oficerów”.
Wśród internowanych w Jabłonnie był Alfred Tarski. Według jego relacji cytowanej przez Miłosza osadzeni śpiewali piosenkę Jabłonna, ach, Jabłonna, nadzieja nasza płonna (na melodię Titiny) na zmianę z My, Pierwsza Brygada.